# 頌安巴士總站
頌安巴士總站（Chung On Bus Terminus），位於沙田區馬鞍山西沙路632號頌安商場地下，毗鄰頌安邨與錦豐苑，乃有蓋巴士總站。

## 總站路線

### 九龍巴士87P線
- 利安 → 頌安

## 途經路線資料

### 九龍巴士87K線
- 大學站 ↺ 錦英苑

### 過海隧道巴士680線(特別班次)
- 利安 → 金鐘（東）